# Kia Stonic
O Kia Stonic é um crossover compacto produzido pela fabricante sul-coreana Kia Motors. O veículo foi apresentado em junho de 2017, em Amsterdã.
O veículo compartilha a plataforma e componentes com o compacto Kia Rio. O design está alinhado com os outros veículos da fabricante.
Lançado no Brasil em novembro de 2021, é o SUV compacto híbrido (MHEV) mais barato no país. Foi lançado em versão única, com motor 1.0 turbo de 120 cavalos e torque de 20,4 kgm.